# 十三陵水库畅想曲
《十三陵水库畅想曲》（Ballad of the Ming Tombs Reservior ）是由中国北京制片廠於1958年發行的科幻电影，為新中國成立後首部科幻電影，片长88分钟。是由金山執導，吳雪、姜祖麟、鄧止怡、張逸生等主演的劇情片。
該片改編自田漢所著同名話劇，主要講述了修建北京十三陵水庫時發生的故事，並暢想了二十年後，在“十三陵水庫共產主義公社”裏所發生的翻天覆地變化。該片於1958年9月在中國大陸上映。

## 制作人员
| 原著 | 導演 | 編劇 | 攝影   | 剪輯   | 美術設計 | 錄音          |
| ---- | ---- | ---- | ------ | ------ | -------- | ------------- |
| 田漢 | 金山 | 金山 | 陳國樑 | 齊玉玲 | 張正宇   | 呂憲昌 王澤民 |

| 作曲     | 姚牧、張寶山、陳紫 |
| 美術助理 | 毛金剛             |
| 製片主任 | 何雲、熊偉         |
| 演奏     | 新影樂團           |
| 指揮     | 馮光濤、鄭冶       |
| 合唱     | 中央廣播樂團       |
| 領唱     | 王葆珍             |
| 舞蹈     | 中央民族歌舞團     |

## 演员
| 角色   | 演員   | 配音 |
| ------ | ------ | ---- |
| 陳培元 | 吳雪   | ---- |
| 郭團長 | 姜祖麟 | ---- |
| 政委   | 鄧止怡 | ---- |
| 馮教授 | 張逸生 | ---- |
| 李豪   | 梅熹   | ---- |
| 劉少逸 | 田隴   | ---- |
| 胡錦堂 | 於村   | ---- |
| 黃教授 | 胡辛安 | ---- |
| 小楊   | 於黛琴 | ---- |
| 秦家寶 | 馮紹宗 | ---- |
| 周靜   | 張秀芳 | ---- |
| 李世喜 | 李章   | ---- |
| 侯俊生 | 劉憲一 | ---- |
| 孫桂芳 | 劉燕生 | ---- |
| 王炳生 | 高維啓 | ---- |
| 孫母   | 王荔   | ---- |

## 劇情簡介
北京十三陵一帶的連年水災給生活在那兒的農民帶來深重的苦難，並且一直未能得到有效的解決方式，1949年新中國成立後，在中共政府和毛主席的領導下，廣大勞動人民團結一致，在1957年8月21日開始十三陵水庫修建工程。以毛主席為首的中央首長都以普通勞動者的身份參加了水庫的修建。
首都文化界工地慰問團的眾人在郭團長的帶領下，來到水庫的建設工地現場，聽取了建設指揮部政委對水庫建設情況的介紹，並對勞動模範進行了採訪慰問。
在慰問團中，老紅軍出身的著名作家陳培元同志主動請纓參加勞動，但青年作家胡錦堂思想落後，懷疑人民勞動的積極性和幹勁，對建設工作拖後腿。但政委和廣大勞動者眾志成城，抵禦了這種落後思想的侵襲，組成“青年突擊隊”“老將軍組”“婦女原子突擊隊”等互相竟賽，努力奮鬥。在經過了160個晝夜不停的勞動，克服了狂風暴雨等一切難以想象的困難，修成了十三陵水庫。
時間來到20年後，當年的慰問團的成員和建設者們又回到水庫，這裏已經變成五穀豐登、鳥語花香的人民公社，並且依靠共產主義思想指導下的科學還有科技各方面都得到飛越性的發展，人民已經能到月球和火星上旅行了。

## 幕後製作與花絮
1958年，北京十三陵水庫的巨大工程在五個月內就建設完成，許多作家、詩人、美術家、音樂家等為十三陵水庫工程創作了許多作品，當時正值大躍進思想鼓勵建設時期，迎來了基礎建設與水利工程修繕的大高潮，作家田漢在中國青年藝術劇院的同事們的幫助下創作了話劇《十三陵水庫暢想曲》，“暢想曲”這個名字也是由青年藝術劇院的同事們建議的。
導演金山在看了該話劇的演出後，將話劇改編為電影劇本，將其搬上銀幕。為向新中國成立九週年獻禮，值得一提的是，該片拍攝僅用時37天，時間非常緊迫。

## 迷因
劇中一段“没文化能学开车吗？”的台词，在中国大陸的视频网站广为流传（在中国大陸，“开车”有讨论色情内容的意思）